# Helonoma americana
Helonoma americana är en orkidéart som först beskrevs av Charles Schweinfurth och Leslie Andrew Garay, och fick sitt nu gällande namn av Leslie Andrew Garay. Helonoma americana ingår i släktet Helonoma och familjen orkidéer. Inga underarter finns listade i Catalogue of Life.